# Vibeke Engelstad
Vibeke Engelstad (nascida Smidt; 27 de abril de 1919 - 8 de julho de 2004) foi uma médica norueguesa e especialista em psiquiatria.
Engelstad nasceu em Sandefjord, seus pais foram o bispo Johannes Smidt e Jofrid Grimstvedt. Ela era irmã do historiador literário Kristian Smidt, e foi casada com o jornalista e escritor Carl Fredrik Engelstad.
Seus livros incluem Tlm og hørt som lege i Afrika,  de 1965, Menneskeriket a partir de 1973, e Mening og Mysterium. Streif i religionspsykologi de 1995.